# 西南報 (法國)
西南報是按流通量計法國第三大的地區日報。1944年8月29日以《小吉倫特報》繼承者的身分創刊於波爾多，創刊人雅克·勒摩安（Jacques Lemoine）。1949年《星期日西南報》（Sud-Ouest Dimanche）創刊。
本報發行範圍幅蓋多爾多涅省、吉倫特省、洛特-加龍省、比利牛斯-大西洋省、夏朗德省和滨海夏朗德省。報章由西南報業集團擁有。1944至1968年集團的主席為雅克·勒摩安，其子尚-法朗索瓦（Jean-François Lemoine）接任至2001年。2008年2月2月起主席為皮埃爾·祥德（Pierre Jeantet）。
集團80%股權有勒摩安家族持有，10%為記者持有，其餘10%為其他員工持有。該報銷量達300,000份。

## 西南報業集團
除了西南報外，西南報業集團一直穩步發展，目前旗下報包括《夏朗德日報》（La Charente Libre）、《多爾多涅日報》（La Dordogne Libre）、《比利牛斯共和國報》（La République des Pyrénées）和《比利牛斯號角-阿杜爾地區報》（L'Eclair des Pyrénées-Pays de l'Adour）。2007年，集團自債台高築的世界報集團收購了《南方日報》（Le Midi Libre）、《獨立報》（L'Indépendant）、《中央報》（Centre Presse，位於阿韋龍省）和《蒙彼利埃 Plus》 （Montpellier Plus）。收購了這些朗格多克-魯西永地區的報紙，使得集團能夠衝出阿基坦和普瓦圖-夏朗德地區。 
除日報外，集團亦擁有下列周刊：《抵抗》（Le Résistant，在利波恩）、《上聖東日》（Haute Saintonge，在容扎克）、《上吉倫特》（Haute Gironde，在布拉耶)）、《濱海夏朗德週報》（l'Hebdo de Charente Maritime，在索吉雷）、《巴斯克地區一周》（La Semaine du Pays Basque）、《盆地快遞》（La Dépêche du Bassin）和《梅多克報》（Le Journal du Médoc）。2007年又在世界報手上收購了《魯西永一周》（La Semaine du Roussillon）、《米約報》（le Journal de Millau）、《阿韋龍人》（l'Aveyronnais）、《加泰羅尼亞司法》（le Catalan Judiciaire）、《酒鄉》（Terre de Vins）、《加泰羅尼亞鄉土》（Terres Catalanes）等在朗格多克-魯西永出版的周刊。
集團亦出版多種滑浪雜誌，包括Surf Session、Bodyboard、Surfer's Journal，並擁有西南出版社（éditions Sud-Ouest），主要出版地方史、旅遊和飲食書籍。另外有一家地方電視台波爾多第七頻道（TV7 Bordeaux）。 
集團2006年營業額3.25億歐元。在收購了朗格多克-魯西永的報紙後，預期營造將達5.55億歐元。

## 報紙風格
該報與法國一般的地區日報比較，國內及國際新聞報導更為深入。雖然它曾在1990年代國民陣線一次在波爾多舉行的集會後把布魯諾·梅格黑與菲利普·昂里奧相比，政治上頗能持守中立。
該報主要的評論員有漫畫家米歇爾·伊圖利亞（Michel Iturria）。另外有一個定期專欄，作者署名為Franck de Bondtand。

## 外部連結
- 西南報 （页面存档备份，存于）
- 西南報業集團 （页面存档备份，存于）